# Центральный городской стадион (Николаев)
Центра́льный городско́й стадио́н (укр. Центральний міський стадіон) — один из лучших стадионов Николаева. Является домашней ареной футбольного клуба МФК «Николаев». Директор стадиона — Владимир Коссе.

## История
Инициатором строительства стадиона выступил первый секретарь Заводского райкома партии Владимир Александрович Васляев. К тому времени стадион «Авангард» на ул. Чигрина морально и по своим размерам не отвечал требованиям города. Централизованных средств на объекты соцкульбыта практически не выделялось. Было принято решение — строить стадион силами и средствами города, для чего коллективы предприятий, помимо техники и строительных материалов, по графику выделяли людей, в основном молодежь.
Земля, выделенная под строительство нового стадиона была занята мусорной свалкой. Стадион, проект которого разработали архитекторы Гипрограда во главе с А. К. Марочинским, возводили три года. В его строительстве участвовали инженеры и рабочие СУ-11, СУ-621, трестов «Зеленстрой» и «Николаевспецстрой».
Открылся стадион 26 сентября 1965 года под именем «Судостроитель». К открытию стадиона приурочили празднование Дня трудовой славы судостроителей. Первым матчем-открытием стал матч между «Судостроителем» и московским ЦСКА, специально приглашённым на торжество. Счёт матча — 0:0.
В 2002 году городским советом была утверждена программа реконструкции стадиона, определены первоочередные объекты для восстановления.

## Реконструкция
В сезоне 2004/05 взоры ФФУ привлёк сорокалетний николаевский стадион. Арена перестала соответствовать требованиям федерации и по этой причине существовала вероятность перевода МФК «Николаев» во вторую лигу. Однако в этом сезоне команда покинула первую лигу благодаря собственному спортивному провалу. Через год перед триумфатором второй лиги возникла та же проблема. По итогам аттестации клубов на сезон 2006/07 годов первый вице-президент ФФУ, председатель аттестационной комиссии Сергей Стороженко внёс предложение о запрете на проведение матчей МФК «Николаев» на Центральном городском стадионе. В связи с тем, что в начале июля началась реконструкция Центрального городского стадиона и у него есть письменные гарантии мэра Владимира Чайки и президента МФК «Николаев» Сергея Дергунова о проведении её в достаточно краткие сроки, вице-президент ФФУ, руководитель департамента по спортивным сооружениям Борис Воскресенский внес предложение разрешить николаевской команде играть на главной спортивной арене города.
В 2007 году начата реконструкция. Стоимость реконструкции стадиона составляет ориентировочно 82 млн гривен. В 2012 году установлены все 16 тысяч индивидуальных пластиковых сидений.
Реконструкция до сих пор продолжается.

## Инфраструктура
- Основное поле — 104х68 метров (открыто в 1965 году)
- Поле с искусственным покрытием — стандартное (открыто в 2008 году)[7]
- Площадка с искусственным покрытием — 42х22 метра (открыто в 2008 году)[8]
- Тренировочное поле — стандартное, трава (открыто в 2018 году)[9][10]